# Cole Ranch (AVA)
El Cole Ranch AVA es un AVA localizada en el condado de Mendocino, California. Con poco menos de un cuarto de una milla cuadrada, es la denominación de vino más pequeña en los Estados Unidos. El AVA está localizada entre el Río Ruso y el Valle Anderson. Toda la tierra cultivada en la denominación es propiedad por una bodega, la Bodega esterlina, aunque algunas de las uvas se venden a otras bodegas. Cabernet Sauvignon, Merlot y Riesling son las plantaciones más populares. Cole Ranch se encuentra dentro de las tres grandes denominaciones - Mendocino AVA, Condado de Mendocino y la Costa Norte AVA.